# Hans Wolf Jaeschke
Hans Wolf Jaeschke (* 9. Oktober 1907 in Darmstadt; † 18. März 1983 in Bad Godesberg) war ein deutscher Diplomat.

## Leben
Hans Wolf Jaeschke war der Sohn des Oberstleutnants a. D. Hans Jaeschke und der Enkel des kaiserlichen Gouverneurs von Tsingtau, Paul Jaeschke. Nach dem Schulbesuch studierte er Rechtswissenschaften und schloss dieses Studium an der Universität Hamburg 1931 mit der Promotion zum Dr. iur. mit einer Dissertation zum Thema „Die Rechtsstellung der Kaianstalten im Seefrachtverkehr unter besonderer Berücksichtigung des Kaiumschlages in Hamburg und Bremen“ ab.
Später trat er in den Diplomatischen Dienst und war Anfang der 1960er Jahre Legationsrat 1. Klasse im Auswärtigen Amt und war als Nachfolger von Werner Peiser von 1961 bis 1963 Botschafter in Nicaragua.
Später war er Botschaftsrat 1. Klasse an der Botschaft im Vatikan. In dieser Funktion führte er 1966 auch Gespräche mit dem Sekretär für außerordentliche Aufgaben der Kirche Kurienkardinal Antonio Samorè über die Frage, ob der Titularbischof von Allenstein zum Apostolischen Administrator des Gebietes in Polen ernannt werden könnte, was Jaeschke im Namen der Bundesregierung jedoch ausschloss.
Er wurde nach dem plötzlichen Tod von Dieter Sattler am 9. November 1968 Geschäftsträger und damit amtierender Botschafter beim Heiligen Stuhl. Diese Position bekleidete er bis zur Akkreditierung von Hans Berger 1969.

## Veröffentlichungen
- Hans Wolf Jaeschke: Die Rechtsstellung der Kaianstalten im Seefrachtverkehr unter besonderer Berücksichtigung des Kaiumschlages in Hamburg und Bremen (= Übersee-Studien zum Handels-, Schiffahrts- und Versicherungsrecht, Heft 12) Bensheimer, Mannheim [u. a.] 1931